# Considérations sur l'assassinat de Gérard Lebovici
 (juin 2016).
Si vous disposez d'ouvrages ou d'articles de référence ou si vous connaissez des sites web de qualité traitant du thème abordé ici, merci de compléter l'article en donnant les références utiles à sa vérifiabilité et en les liant à la section « Notes et références ».
Considérations sur l'assassinat de Gérard Lebovici est un livre de Guy Debord publié en février 1985 par les Éditions Gérard Lebovici. Il est réédité à partir de 1993 par les Éditions Gallimard. 
Dans ce livre, Guy Debord revient sur les attaques journalistiques dont après l'assassinat de son éditeur et ami Gérard Lebovici, ils furent l'objet. Il règle ses comptes avec les calomniateurs tout en démontant les procédés du mensonge médiatique.
Il note que « Gérard Lebovici avait publié beaucoup plus de classiques que de subversifs contemporains, mais dans un moment de décadence et d'ignorance programmées, où l'on discerne moins la révolution qui monte que la société qui descend, la publication même des classiques a passé pour un acte subversif. »

## Citation
« Ce siècle n'aime pas la vérité, la générosité, la grandeur. Il n'aimait donc pas Gérard Lebovici, qui attirait encore un peu plus l'envie haineuse par sa liberté d'esprit et sa culture. Il avait donc beaucoup d'ennemis ; puisque "aussi longtemps que le monde renversé sera le monde réel" (Marx), les plus rares qualités passeront pour les pires défauts. » (page 9)

## Éditions
- Considérations sur l'assassinat de Gérard Lebovici, Éditions Gérard Lebovici, 1985
- Considérations sur l'assassinat de Gérard Lebovici, Gallimard, Collection blanche, 1993.